# Liste der Monuments historiques in Fresnois-la-Montagne
Die Liste der Monuments historiques in Fresnois-la-Montagne führt die Monuments historiques in der französischen Gemeinde Fresnois-la-Montagne auf.

## Liste der Immobilien
| Bezeichnung                  | Beschreibung                                         | Standort                | Kennzeichnung | Schutzstatus | Datum | Bild           |
| ---------------------------- | ---------------------------------------------------- | ----------------------- | ------------- | ------------ | ----- | -------------- |
| Beinhaus                     | aus dem 16. Jahrhundert                              | auf dem Friedhof (Lage) | PA00106036    | Inscrit      | 1987  |                |
| Kirche Nativité-de-la-Vierge | ab dem 13. Jahrhundert; im 16. Jahrhundert befestigt | Rue des Juifs (Lage)    | PA00106035    | Classé       | 1920  | weitere Bilder |

## Liste der Objekte
| Bezeichnung               | Beschreibung                                          | Standort                                   | Kennzeichnung | Schutzstatus | Datum | Bild |
| ------------------------- | ----------------------------------------------------- | ------------------------------------------ | ------------- | ------------ | ----- | ---- |
| Skulpturennische          | Kalkstein, ausgemalt, bezeichnet 1503                 | in der Kirche Nativité-de-la-Vierge (Lage) | PM54001552    | Inscrit      | 1990  |      |
| Skulptur Madonna mit Kind | Kalstein, farbig gefasst, Anfang des 16. Jahrhunderts | in der Kirche Nativité-de-la-Vierge (Lage) | PM54001551    | Inscrit      | 1990  |      |
| Pietà                     | mit Sockel; Kalkstein, 17. Jahrhundert                | Rue Sainte-Anne (Lage)                     | PM54001553    | Inscrit      | 1992  |      |